# Route 77 (Ontario)
Pour les articles homonymes, voir Route 77.
La route 77 est une route provinciale de l'Ontario, située dans l'extrême sud de la province, plus précisément dans le comté d'Essex, une trentaine de kilomètres à l'est de Windsor. Elle possède une longueur de 23 kilomètres.

## Description du Tracé
La route 77 débute au terminus est de la première section de la Route 3, 2 kilomètres au nord de Leamington., située sur les berges du lac Érié. D'ailleurs, l'intersection 3/77 est le point d'une route provinciale du Canada le plus au sud au pays.
Bref, la route 77 se dirige vers le nord pendant environ 12 kilomètres, traversant les petites communautés de Mount Carmel, Blytheswood et Staples. C'est justement à Staples que la route 77 bifurque vers l'est, sur une intersection en T (90°) avant de reprend sa trajectoire vers le nord 3 kilomètres plus loin, sur une courbe moins prononcée cette fois-ci. Depuis ce point, elle ne cesse de se diriger vers le nord avant de traverser Comber 6 kilomètres plus au nord, puis elle croise l'autoroute 401 2 kilomètres après Comber (sortie 48) en direction de Windsor, London et Toronto. Cet échangeur est d'ailleurs le terminus nord de la route 77, continuant ensuite en tant que route locale 35 vers Stoney Point.
La route 77 traverse une région très agricole, car la route est située sur la pointe sud-ouest de l'Ontario, et celle-ci est située entre 2 lacs: Érié et Huron (lac St-Clair). 